# 筑後川花火大会
筑後川花火大会（ちくごがわはなびたいかい）は、福岡県久留米市で毎年8月に開催される花火大会である。

## 概要
毎年45万人以上の観客があり、九州最大の河川である筑後川の河川敷が会場になる。
例年約1万8000発の花火が打ち上げられ、その規模は西日本最大級であり、福岡県単独では唯一打ち上げ数が1万発を超える大規模花火大会である(関門海峡花火大会(約15000発)は山口県との合同開催)。起承転結のある優れたスターマイン（速射連発花火）や、ナイアガラをはじめとする大規模な仕掛け花火、巨大な尺玉が夜空に大輪の花を咲かせる。浴衣を着た多くのカップルや親子連れで賑わう。会場には露店が400店以上並び、久留米B級グルメの店も出店する。筑後川花火大会は、水天宮夏大祭の奉献花火としてあげられるイベントであり、筑後川花火大会と“水の祭典久留米祭り”とは歴史的には関係がない。

## 歴史
1650年（慶安3年）に久留米藩の藩主である有馬忠頼が水天宮社地に社殿を寄贈した際、その完成祝賀にあたって花火を奉納したことに起源を持つ。その後は「水天宮奉納花火大会」として、混乱や戦争等による9回の中止を経ながら1965年（昭和40年）に現在の名称となる。更に、久留米市街地の各例大祭を統合した久留米水の祭典が当大会に合わせて1972年（昭和47年）より開始されたことで、その祭りのフィナーレを飾る意味も加えられた。
従来より水天宮前の河川敷のみで行われていたが、2001年（平成13年）に発生した明石花火大会歩道橋事故を受け、2004年（平成16年）より、当時の久留米警察署長によって久留米城河川敷にある篠山会場との分散打ち上げになった。それに伴い従来の会場は「京町会場」と名付けられた。更に2005年（平成17年）から鳥栖市が共催に加わり、鳥栖会場として、久留米市境にあたる下野町の運動広場に観覧場所を設置した。
2019年（令和元年）、久留米市暴力追放推進協議会は、筑後川花火大会に出店する露店商から暴力団を排除する取り組みを強化。市が配布する「暴排宣言プレート」を全露店で掲示することをルール化した。
2020年（令和2年）および翌2021年（令和3年）は新型コロナウイルス感染症の流行により中止。
2022年（令和4年）には3年ぶりに開催されたが、新型コロナウイルス感染症の流行による行動制限期間中であることから打ち上げ数を約8,000発、打ち上げ時間を30分とし大幅に規模を縮小しての開催となった。また、開催中に打ち上げ場所から約260m離れた久留米工業高等専門学校の弓道場に花火玉が落下し爆発する事故が発生した。事故の原因は人的ミス等が複合的に重なったと推定された。
2023年（令和5年）は開催日を8月27日に変更し、荒天などで当日に開催しなかった場合は順延せず中止することとなった。鳥栖会場は設置せず、打ち上げ数は15,000発、打ち上げ時間は70分間（終了時刻を20時50分に繰り上げ）とし、2019年以前より規模を縮小しての開催となった。

## 日時
例年曜日にかかわらず8月5日に開催される。雨天時は7日・9日・11日と隔日順延になる。
例年19時40分から21時10分まで打ち上げがある。
※2019年まで

## 会場
花火会場として下記6つの会場が用意されている。篠山会場では20時15分頃から尺玉の打ち上げが開始される。筑後川の河川敷は広いため会場間（京町会場と篠山会場）の徒歩移動も可能である。
ビルなどの障害物がない郊外では立ち見をして花火を見る事も出来るが、会場で見るような圧倒的な迫力は無くなる。

### 観覧場所
いずれも筑後川の河川敷。特記のない限り福岡県久留米市に所在。
- 京町会場 - 二千年橋〜長門石橋の水天宮前左岸河川敷
  - 長門石会場 - 長門石橋周辺の右岸河川敷
  - みやき会場（佐賀県みやき町） - 豆津橋より上流側の右岸河川敷
- 篠山会場 - 長門石橋〜豆津橋の久留米城前左岸河川敷
  - 小森野会場 - 小森野橋〜二千年橋の右岸河川敷
  - 鳥栖会場（佐賀県鳥栖市） - 右岸の下野町運動広場 ※2023年は設置なし

### 打ち上げ場所
- 京町会場対岸
- 篠山会場対岸

## 交通規制
主に久留米大橋〜豆津橋間の堤防道路と筑後川両沿岸地域で車両の通行が不可能になる。いずれも18時30分から22時00分まで規制される。（一部22時30分まで）
立入禁止
- 久留米高専裏の筑後川右岸、宝満川左岸を通る堤防道路（篠山会場の打ち上げ場所）
- 長門石橋〜豆津橋間の筑後川右岸を通る堤防道路の一部（京町会場の打ち上げ場所）
- 小森野橋
- 長門石橋の下流側歩道

車両通行止め
- 豆津橋交差点 - 水天宮入口交差点 - 縄手交差点 - けやき通り - 櫛原バイパス - 消防本部東交差点 - 二千年橋南詰より筑後川左岸河川敷側のすべての道路
  - 福岡県道145号と長門石橋は規制対象外
  - 医大通りの旭町交差点〜大学病院前はシャトルバスの待機場
- 久留米大橋〜小森野橋間の両岸堤防道路
- 鳥南橋〜豆津橋の安良川・宝満川・筑後川右岸の堤防道路
- 福岡県道17号より西側の堤防道路
- 下野交差点から筑後川河川敷へ至る道路
- 肥前旭駅前の交差点から筑後川河川敷へ至る道路

## アクセス

### 鉄道・バス
- 京町会場 - JR久留米駅より徒歩
- 篠山会場 - 西鉄久留米駅より臨時バスに乗車し、大学病院前バス停で下車
- 小森野会場 - 宮の陣駅より徒歩20分
- 鳥栖会場 - 肥前旭駅より徒歩30分
- 長門石会場 - 西鉄バス40番の福祉センター前バス停で下車
- みやき会場 - 西鉄バス41番、45番の豆津バス停で下車

大会当日、JR・西鉄では臨時列車が運行される。シャトルバスは西鉄久留米駅と篠山会場に近い大学病院前（久留米大学病院）バス停の間のみ運行される。すべての会場がJR久留米駅から概ね2km以内にあるためJR久留米駅との間の徒歩移動も可能である。

### 自家用車
当日は交通規制がかけられ交通渋滞が発生することから自家用車で久留米市中心部に入るのは困難となるうえ、駐車場は一切設置されないので、公共交通機関での来場が強く呼びかけられている（かつては鳥栖駅に隣接する駅前不動産スタジアムの駐車場を当日に開放していたが現在は中止された）。